# Walter Hergenhahn

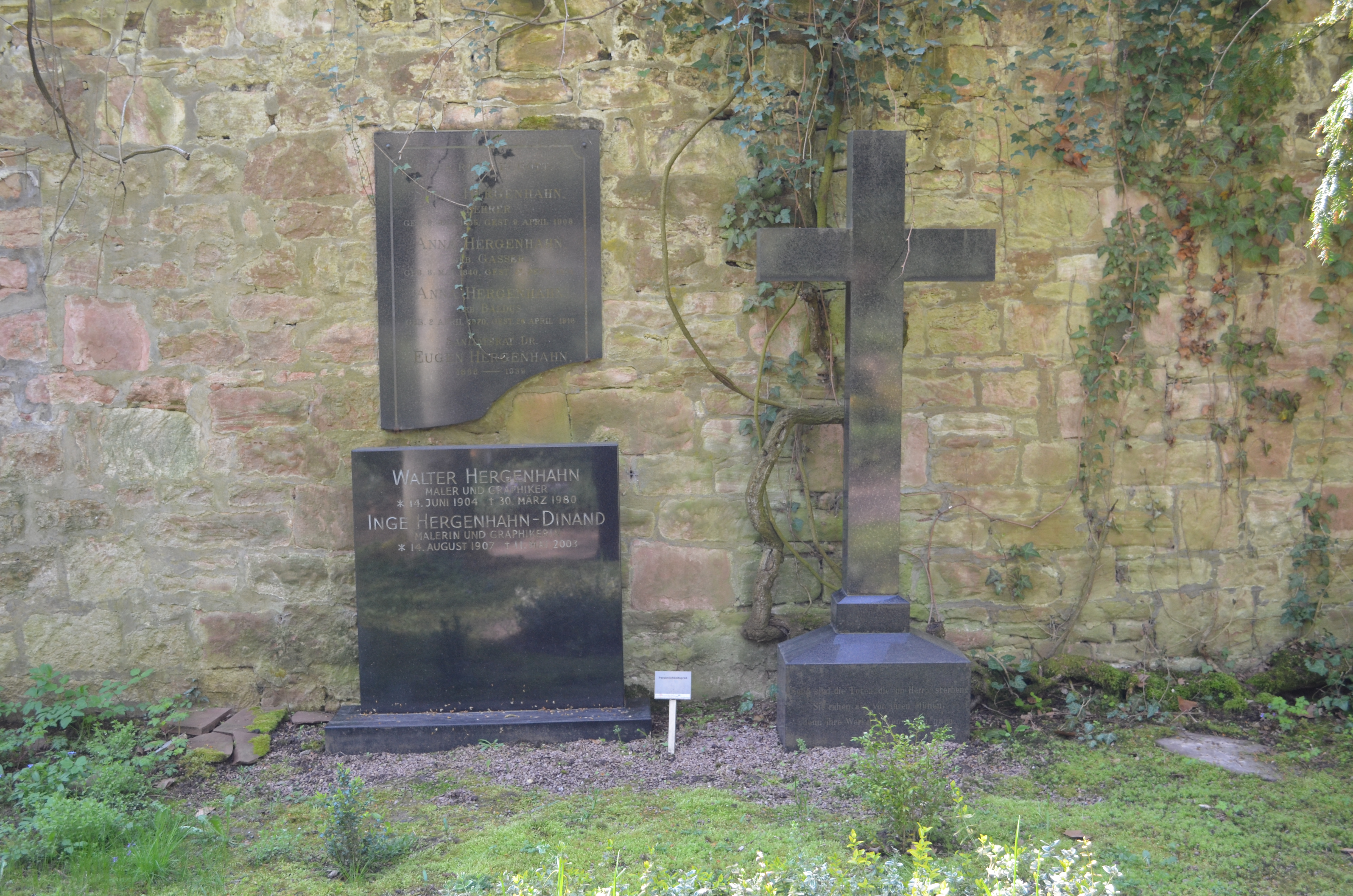
Grab von Walter Hergenhahn auf dem Hauptfriedhof Frankfurt

Walter Hergenhahn (* 14. Juni 1904 in Frankfurt am Main; † 30. März 1980 ebenda) war ein deutscher Künstler und Leiter der Städel-Abendschule.

## Leben
Hergenhahn absolvierte nach seinem Abitur im Jahr 1923 eine einjährige Ausbildung in einer Bank und studierte dann von 1924 bis 1929 an der Städelschule Malerei und Zeichnen bei  F. K. Delavilla und Max Beckmann. Zu Beginn der 1930er Jahre verbrachte er einige Zeit in Paris. Wie sein Lehrer Beckmann wurde auch Hergenhahn von den Nationalsozialisten als „entarteter“ Künstler verfolgt und ab 1933 mit einem Ausstellungsverbot belegt. Der Künstler zog sich in den Jahren bis 1939 auf die Insel Sylt zurück. 1939 eingezogen, wurde er Soldat und geriet schließlich in Kriegsgefangenschaft. Viele seiner Werke sind durch die Kriegswirren verloren gegangen oder wurden zerstört.
In Nierstein am Rhein war Hergenhahn 1947 einer der Gründer der Künstlervereinigung „Neue Gruppe Rheinland-Pfalz“. Von 1951 bis 1953 unterrichtete er in Mainz Malerei und Zeichnen. Wenige Jahre später übernahm er die Unterrichtsleitung der Abendschule der Städelschule, der Staatlichen Hochschule für Bildende Künste in Frankfurt am Main. Er blieb dort bis in die 1970er Jahre. Zu seinen Schülern gehörten unter anderem Gerd Kehrer, Jürgen Wölbing und Renate Neumann.
Walter Hergenhahn war von 1933 bis zur Scheidung 1958 mit der Malerin und Grafikerin Inge Hergenhahn-Dinand (1907–2003) verheiratet. Aus der Ehe gingen zwei Söhne hervor.